# Valse musette
 (septembre 2021).
Si vous disposez d'ouvrages ou d'articles de référence ou si vous connaissez des sites web de qualité traitant du thème abordé ici, merci de compléter l'article en donnant les références utiles à sa vérifiabilité et en les liant à la section « Notes et références ».
Pour les autres formes de valse, voir Valse.
La valse musette ou valse française est une forme musette de la valse. Comme toutes les danses de style musette, elle est plus simple, plus sensuelle et nécessite moins de place que la valse classique car les danseurs qui privilégient ce style préfèrent des danses susceptibles d'être pratiquées dans des espaces restreints comme les arrière-salles de bistros. 
Les couples dansent serrés, et les grandes enjambées caractéristiques de la valse viennoise sont remplacées par de très petits pas, parfois même du sur place comme dans la « toupie » qui peut se danser sur un guéridon.

## Description
La valse musette privilégie le tour à gauche, où les couples tournent dans le sens inverse des aiguilles d'une montre et où les partenaires doivent danser plus serrés. Le tour à gauche est plus difficile que le tour à droite car le couple doit tourner davantage pour rester sur la ligne de danse.
De grands compositeurs tels qu’Émile Vacher, Jean Peyronnin et Michel Péguri lui ont donné ses lettres de noblesse.

## La «toupie»
La toupie est la forme la plus élaborée de la valse musette en tour à gauche. Elle résulte de l'étroitesse des lieux bondés tels que les bals musette où on la danse généralement (comme c’est le cas pour le rock qui, à ses débuts, s'est tout de suite dansé « en ligne » dans les caves de Saint-Germain-des-Prés).
Le couple étroitement imbriqué tourne sur la gauche de façon très régulière, sans qu'on puisse distinguer les rythmes des pas. Des concours ont même lieu où les couples tournent sur un simple guéridon,.